# Jan Roodzant
Jan Roodzant (Ede (Nederland), 6 januari 1984) is een Arubaans zwemmer.
Tijdens het Wereldkampioenschappen zwemmen 2007 in Melbourne (Australië) waren dit zijn tijden:
- 50 m vrije slag – 24,18 s
- 100 m vrije slag – 53,13 s

In beide gevallen was dat niet goed genoeg om door te gaan naar de volgende ronde.
Roodzant vormde samen met de judoka Fiderd Vis het Arubaans Olympisch team voor de Olympische Zomerspelen van 2008 in Peking (China). In Peking kwam hij uit op het onderdeel 100 m vrije slag waar hij tijdens de series 53e werd in een tijd van 51,69 s. Met die tijd verbeterde hij zijn persoonlijk record en ook het nationaal record, maar het was niet genoeg om door te kunnen gaan naar de halve finale.

## Internationale toernooien
| Jaar | Olympische Spelen   | WK langebaan                           | WK kortebaan  | Pan Pacs |
| ---- | ------------------- | -------------------------------------- | ------------- | -------- |
| 2007 |                     | 68e 50m vrije slag 84e 100m vrije slag |               |          |
| 2008 | 53e 100m vrije slag |                                        | geen deelname |          |